# لويس أندرادي
لويس أندرادي (بالبرتغالية: Luís Filipe Andrade de Oliveira‏) (30 سبتمبر 1973 بلشبونة في البرتغال - ) هو مدرب كرة قدم ولاعب كرة قدم برتغالي في مركز الوسط، شارك في الألعاب الأولمبية الصيفية 1996. وشارك مع منتخب البرتغال تحت 17 سنة لكرة القدم ومنتخب البرتغال تحت 18 سنة لكرة القدم ومنتخب البرتغال تحت 20 سنة لكرة القدم ومنتخب البرتغال تحت 21 سنة لكرة القدم. أما مع النوادي، فقد لعب مع إستريلا دا أمادورا وإشتوريل برايا وسبورتينغ براغا ونادي أكاديميكا كويمبرا ونادي بنفيكا ونادي بيلينينسش ونادي تينيريفي وAEP Paphos FC ‏ وC.D. Pinhalnovense ‏ وOdivelas F.C. ‏ وS.L. Benfica B ‏ وC.D. Olivais e Moscavide ‏.

## وصلات خارجية
- لويس أندرادي على موقع الاتحاد الدولي (مؤرشف)  (الإنجليزية)
- لويس أندرادي على موقع قاعدة بيانات كرة القدم.إي يو (الإنجليزية)
- لويس أندرادي على موقع Soccerway.com (الإنجليزية)
- لويس أندرادي على موقع أوليمبيديا (الإنجليزية)